# Raja Ki Aayegi Baraat
Raja Ki Aayegi Baraat (wörtl. Übersetzung: Mein König wird kommen) ist ein Bollywoodfilm aus dem Jahr 1997 und das Debüt von Rani Mukerji und Shadaab Khan. Er kam am 18. Oktober 1997 in Indien in die Kinos, floppte jedoch an den Kassen.

## Handlung
Mala arbeitet als Grundschullehrerin. Eines Tages gesteht ihre Freundin ihr die Liebesbeziehung mit dem Sohn eines wohlhabenden Mannes. Sie hatten eine Affäre, aber jetzt heiratet er eine andere. Mala begleitet ihre Freundin zu dieser Hochzeit, stört und ruiniert schließlich die Veranstaltung. Raja, der Bruder des Bräutigams, ist wütend und beleidigt Mala. Als Reaktion darauf gibt sie ihm eine Ohrfeige, die Raja sehr zu schaffen macht, der in der Öffentlichkeit bloßgestellt wurde. An einem regnerischen Tag geht er zu der Grundschule, in der Mala unterrichtet. Noch wütend verprügelt und vergewaltigt Raja sie in Anwesenheit ihrer Schüler. Sie läuft ohne Kleidung im Regen nach Hause, begleitet von ihren Schülern um sie herum.
Die Polizei verhaftet Raja. Er kommt vor Gericht, wo Mala den Richter durch ihre Beweise überzeugen kann, der Raja für schuldig befindet. Raja wird gezwungen, Mala innerhalb der nächsten 24 Stunden zu heiraten, damit sie nach der Vergewaltigung nicht als Ausgestoßene leben muss. Raja ist alles andere als zufrieden. Er geht mit anderen Mädchen aus und verstößt Mala aus seinem Leben, doch Mala erweist sich als hartnäckig.
Er versucht, Mala zu töten, in dem er eine giftige Schlange ins Haus schmuggelt, während Mala duscht. Als sie aus dem Bad kommt, sieht sie die Schlange und schreit. Raja, der draußen wartet, nimmt an, dass die Schlange sie gebissen hat, und geht ins Haus, wo Mala in Ohnmacht gefallen ist. Als Raja das Sindur entfernen will, wird er von der giftigen Schlange gebissen. Mala kommt wieder zu sich. Als sie sieht, was passiert ist, saugt sie an der Bisswunde und rettet schließlich das Leben von Raja. Durch das Gift fällt Mala wieder in Ohnmacht, und Raja bemerkt, dass sie eigentlich ganz nett ist. Jetzt hat nur noch Rajas Vater ein Problem und will Mala töten. Er zerschlägt eine Vase auf Malas Kopf. Sie wird sofort von Raja ins Krankenhaus gefahren. Dort will man wissen, wie es dazu kam, weil Mala in einem sehr kritischen Zustand ist. Die Polizei macht sich auf die Suche, und Rai Bahadur, Rajas Vater, wird nervös. Mala wacht auf und lügt, indem sie sagt, dass sie von der Treppe gefallen sei, um Rai Bahadur zu retten. Nun wird sie von der ganzen Familie akzeptiert, und die beiden heiraten mit großem Pomp.

## Auszeichnungen
Star Screen Award:
- Star Screen Award/Special Jury Award: Best Fresh Talents an Rani Mukherji (1997)